# Petra Blaisse
Petra Blaisse (Londres, 1955) es una diseñadora holandesa nacida en Gran Bretaña. Su obra abarca la  arquitectura de interiores y del paisaje, el diseño textil y el montaje de exposiciones.  

## Carrera
Estudió en Londres, en el Hammersmith College of Art (ahora conocido como Ealing, Hammersmith and West London College) y en la Academie Minerva de Groningen, sin llegar a graduarse. Blaisse comenzó su carrera artística trabajando con fotógrafos e ilustradores de moda después de dejar la escuela de arte a la edad de veintiún años. En 1978 ocupó un puesto en el Departamento de Artes Aplicadas del Museo Stedelijk de Ámsterdam, donde trabajó hasta 1987.

### Colaboraciones con OMA
Entre 1987 y 1991, mientras trabajaba como autónoma, Blaisse se interesó por los textiles, el diseño de interiores y el paisaje y  colaboró con Yves Brunier y Rem Koolhaas en el proyecto del parque Museumpark de Róterdam. Este proyecto fue el primero de otras muchas colaboraciones futuras con la Office for Metropolitan Architecture (OMA). También trabajó en el interiorismo del Nederlands Dans Theater de La Haya y diseñó exposiciones para OMA en Basilea y Róterdam. A través de este trabajo conoció a su actual pareja, Rem Koolhaas, en 1986.

### Inside Outside
Blaisse fundó el estudio Inside Outside, con sede en Ámsterdam en 1991. Desde entonces ha realizado distintos proyectos como el Kunsthal en Róterdam (1994), el Prada Epicenter de Nueva York (2001), el H-Project de Seúl (2004), la Casa da Música en Oporto (2005), el Museo Mercedes-Benz de Stuttgart (2006), los Jardines de la Prisión de Bélgica (2010) y el Pabellón Holandés de la Bienal de Arquitectura de Venecia (2012). También ha colaborado con varios arquitectos y diseñadores como Irma Boom y SANAA. En 2011, Blaisse regresó al Museo Stedelijk para diseñar una instalación textil permanente con el fin de crear una transición entre el edificio original del museo, de 118 años de antigüedad, y la ampliación de nuevo espacio.

## Ámbito de trabajo
La obra de Petra Blaisse abarca una amplia gama del diseño que va desde la arquitectura, interiorismo, diseño textil y de exposiciones, además de  paisajismo. Su estudio ha trabajado en diversos proyectos, como la escenografía de una representación del drama musical "Narciso" de Calliope Tsoupaki. El equipo de su  estudio está formado por profesionales de diversos campos, como el diseño de moda, la arquitectura paisajista, la antropología cultural, arquitectura y la historia del teatro.
El nombre del estudio de Blaisse, "Inside Outside", hace referencia a su interés por proyectos que abarcan tanto espacios interiores como exteriores. Su temprana carrera en museos despertó su interés por el diseño de exposiciones y durante sus años de autónoma su trabajo se centró en la relación entre el espacio expositivo, el espacio circundante y el exterior. Es característico que los espacios de la obra de Blaisse se fusionen mediante una transición fluida en la que la artista emplea a menudo materiales como los textiles, lo que explica su extensa gama de proyectos entre el espacio interior privado y el espacio exterior urbano. Blaisse considera cada proyecto como parte de una entidad más compleja y su objetivo es incorporar todos los aspecto al proceso de diseño.
Blaisse suele incorporar textiles en sus obras,  con el diseño de cortinas, alfombras, revestimientos de paredes y otros objetos flexibles. Estos elementos crean un diálogo entre el interior y el exterior y suelen establecer fachadas porosas. En algunos proyectos ha empleado textiles transparentes para crear una "presencia invisible";  un elemento de diseño característico del Pabellón de Cristal del Museo de Arte de Toledo. Por un lado, el material establece una sensación de seguridad, por otro, permite que la luz y el sonido traspasen la frontera entre el interior y el exterior. Además, la mayoría de las instalaciones de Blaisse son móviles, de modo que pueden abrirse y cerrarse si se desea.  La obra paisajística de Blaisse se centra en temas similares. En 1999 diseñó el espacio exterior de una prisión dentro de la estricta normativa. Utilizó recorridos con formas orgánicas y reflejos en las ventanas para crear la idea ampliar el espacio y sus límites. Cinco años más tarde, ganó el primer premio en un concurso para el diseño del complejo paisajístico urbano Giardini di Porta Nuova en  Milán. En este proyecto de parque público a gran escala, el uso de senderos resulta una herramienta esencial para estructurar el paisaje urbano.  
Los proyectos de Blaisse son soluciones a medida que requieren un alto nivel técnico que ella desarrolla en colaboración con ingenieros y constructores técnicos. Su obra suele hacer referencia a la historia de la cultura, el material y el lugar. Uno de sus proyecto, fruto de esta intensa investigación histórica, es el revestimiento de las paredes del Museo Stedelijk de Ámsterdam. Basada en un gobelino del siglo XVII, esta alfombra está fabricada con un método de tejido altamente tecnológico, desarrollado en colaboración con expertos externos. El dibujo hace referencia a  las plantas que crecieron en el mismo lugar hace 300 años. El desarrollo del tejido, la costura y el bordado, también proporciona nueva vida a técnicas y materiales tradicionales que resultan muy útiles como parte de la arquitectura contemporánea.

## Publicaciones
- Blaisse, Petra (6 de junio de 2011). «Shifting Position, Lecture at Harvard University». YouTube. Harvard GSD.
- Blaisse, Petra, Inside Outside, Rotterdam (NAI) 2006.
- Van den Heuvel, Dirk, Inside-outside, in: OASE (1997) 47, pp. 2-19.
- Vanderstraeten, Margot, Ruimte wonder, in: De Morgen (Belgium) April 2014, pp. 48-56.